# Village Prose
Village Prose o Prosa de pueblo (en ruso: Деревенская проза) o Literatura de pueblo (en ruso: Деревенская литература) fue un movimiento de la literatura soviética que comenzó durante el deshielo de Jruschov y que incluía obras centradas en las comunidades rurales soviéticas. Algunos señalan los ensayos críticos sobre la colectivización de Valentín Ovechkin en la revista Novy mir como el punto de partida de la Prosa de pueblo, aunque la mayoría de las obras posteriores asociadas al género son novelas de ficción y relatos cortos. Entre los autores asociados a la prosa aldeana se encuentran Aleksandr Yashin, Fiódor Abrámov, Borís Mozháiev, Vasili Belov, Víktor Astáfiev, Vladímir Soloujin, Vasili Shukshín y Valentín Rasputin. Algunos críticos también incluyen a Aleksandr Solzhenitsyn entre los escritores de la Prosa de pueblo por su novela corta La casa de Matriona.
Muchas obras de la Prosa de pueblo ofrecían una imagen idealizada de la vida tradicional de los pueblos rusos y se asociaron cada vez más con el nacionalismo ruso en las décadas de 1970 y 1980. Algunos han argumentado que el subtexto nacionalista de la Prosa de pueblo es la razón por la que el gobierno soviético siguió apoyando a escritores de la Prosa de pueblo como Valentín Rasputin (que se convirtió en miembro de la Unión de Escritores Soviéticos) durante la época del estancamiento, incluso cuando empezaron a censurar más duramente a otros movimientos disidentes, como la Prosa Juvenil y Urbana.
Muchas obras de prosa aldeana propugnaban una imagen idealizada de la vida rural tradicional rusa y se asociaron cada vez más con el nacionalismo ruso en los años 1970 y 1980. Algunos han argumentado que el subtexto nacionalista de la Prosa de pueblo es la razón por la que el gobierno soviético siguió apoyando a escritores de la Prosa de pueblo como Valentín Rasputin (que se convirtió en miembro de la Unión de Escritores Soviéticos) durante el Período de Estancamiento, incluso cuando comenzaron a censurar más severamente otros movimientos disidentes, como Prosa Juvenil y Urbana.